# 개찬
개찬(改竄)은 문서, 기록 등의 전부 또는 일부의 내용을 뜻을 달리하기 위해 고치는 행위를 말한다.